# 사반주 (토고)

사반주

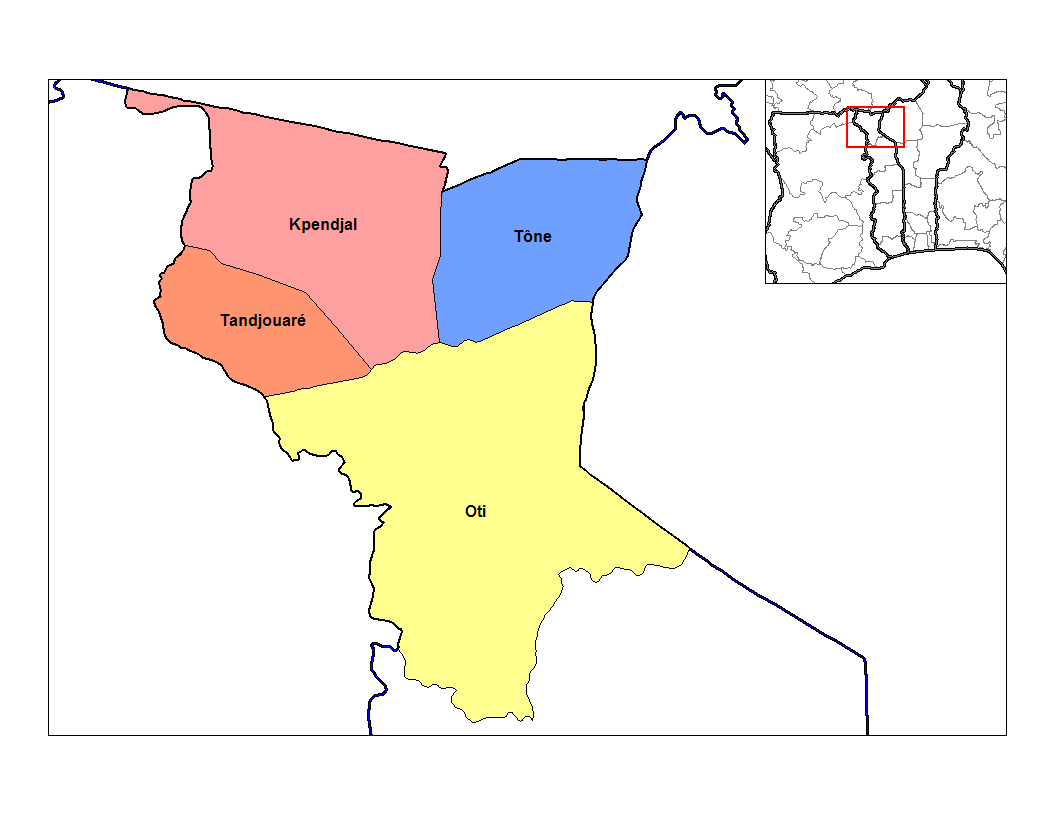
사반주의 현

사반주(프랑스어: La région des savanes)는 토고 최북단에 위치한 주로, 주도는 다파옹이며 인구는 659,444명(2005년 기준), 면적은 8,502km2, 인구밀도는 37.99명/km2이다. 4개 현(크펜잘현, 오티현, 탄주아레현, 토네현)을 관할하며 남쪽으로는 카라주와 인접해 있고 남서쪽과 서쪽으로는 가나, 북서쪽과 북동쪽으로는 부르키나파소, 동쪽으로는 베냉과 국경을 맞대고 있다.

## 같이 보기
- 토고의 행정 구역